# ۱۸ دلفین
۱۸ دلفین یک ستاره است که در صورت فلکی دلفین قرار دارد.